# Christen Kristóf András
Christen Kristóf András (Buda, 1793 – Buda, 1847) budai főorvos.

## Élete
Christen Ferenc városi főorvos fia volt. A pesti egyetemen végezte tanulmányait és 1819-ben orvosdoktor, szülővárosának tiszteletbeli főorvosa és az egyetem orvosi karának tagja lett. Tanulmányutat tett Németországban, Hollandiában, Párizsban, Svájcban és Felső-Olaszországban; öt évi utazás után 1824 őszén hazajött. 1839-ben a pesti egyetem orvosi karának dékánja volt.

## Munkái
Dissertatio inaug. medica sistens opium historice, chemice et pharmacologice consideratum. Pestini, 1819.